# Platydema thijlberti
Platydema thijlberti – gatunek chrząszcza z rodziny czarnuchowatych i podrodziny Diaperinae.

## Taksonomia
Gatunek ten opisany został po raz pierwszy w 2010 roku przez Rolanda Grimma na łamach „Stuttgarter Beiträge zur Naturkunde”. Jako lokalizację typową wskazano Park Narodowy Gunung Gading w malezyjskim Sarawaku na Borneo. Epitet gatunkowy nadano na cześć biologa Thijlberta Strubelta.

## Morfologia
Chrząszcz o owalnym w zarysie ciele długości od 3,1 do 3,2 mm i szerokości od 1,5 do 1,65 mm. Ubarwienie ma błyszcząco brązowoczarne z czerwonobrązowymi odnóżami i czułkami.
Głowa jest gęsto i grubo punktowana, u samic z wyraźnym wciskiem między oczami, u samców z guzkiem pośrodku przedniej krawędzi nadustka. U samca na czole występuje para niesymetrycznych rogów, z których prawy jest dłuższy, zwrócony bardziej ku górze i na szczycie skąpo porośnięty szczecinkami, a lewy krótszy, zwrócony ku przodowi.
Lekko sklepione, grubo  i równomiernie punktowane przedplecze ma lekko wykrojoną, całkiem obrzeżoną krawędź przednią, szeroko zaokrąglone kąty przednie i tylne, całkowicie obrzeżone krawędzie boczne i nieobrzeżoną krawędź tylną. Wypukłe, 1,4 raza dłuższe niż szerokie pokrywy mają po osiem szeregów punktów między rządkiem przytarczkowym a krawędzią boczną oraz słabo sklepione międzyrzędy z drobniejszymi i bardziej rozproszonymi niż na przedpleczu punktami szczecinkowymi. Odnóża mają nierozszerzone stopy.
Odwłok ma środkowe części sternitów mikrosiateczkowane i grubo punktowane, a ich części boczne podłużnie pomarszczone.

## Rozprzestrzenienie
Owad orientalny, endemiczny dla Malezji i Borneo, znany tylko z miejsca typowego, położonego na wysokości między 100 a 300 m n.p.m.